# هیلپولت‌اشتاین
شهر هیلپولت‌اشتایندر ایالت بایرن در کشور آلمان واقع شده‌است.

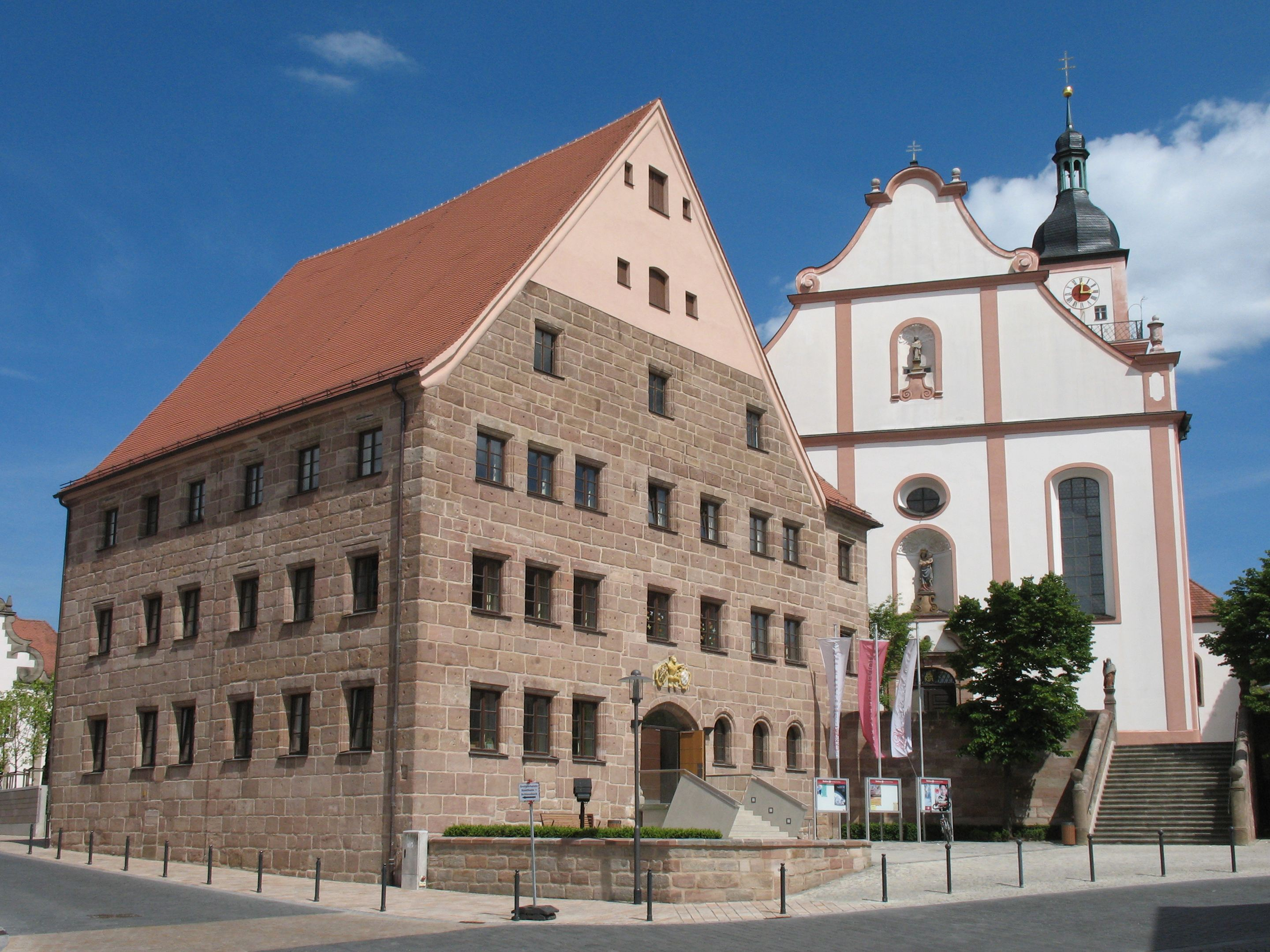
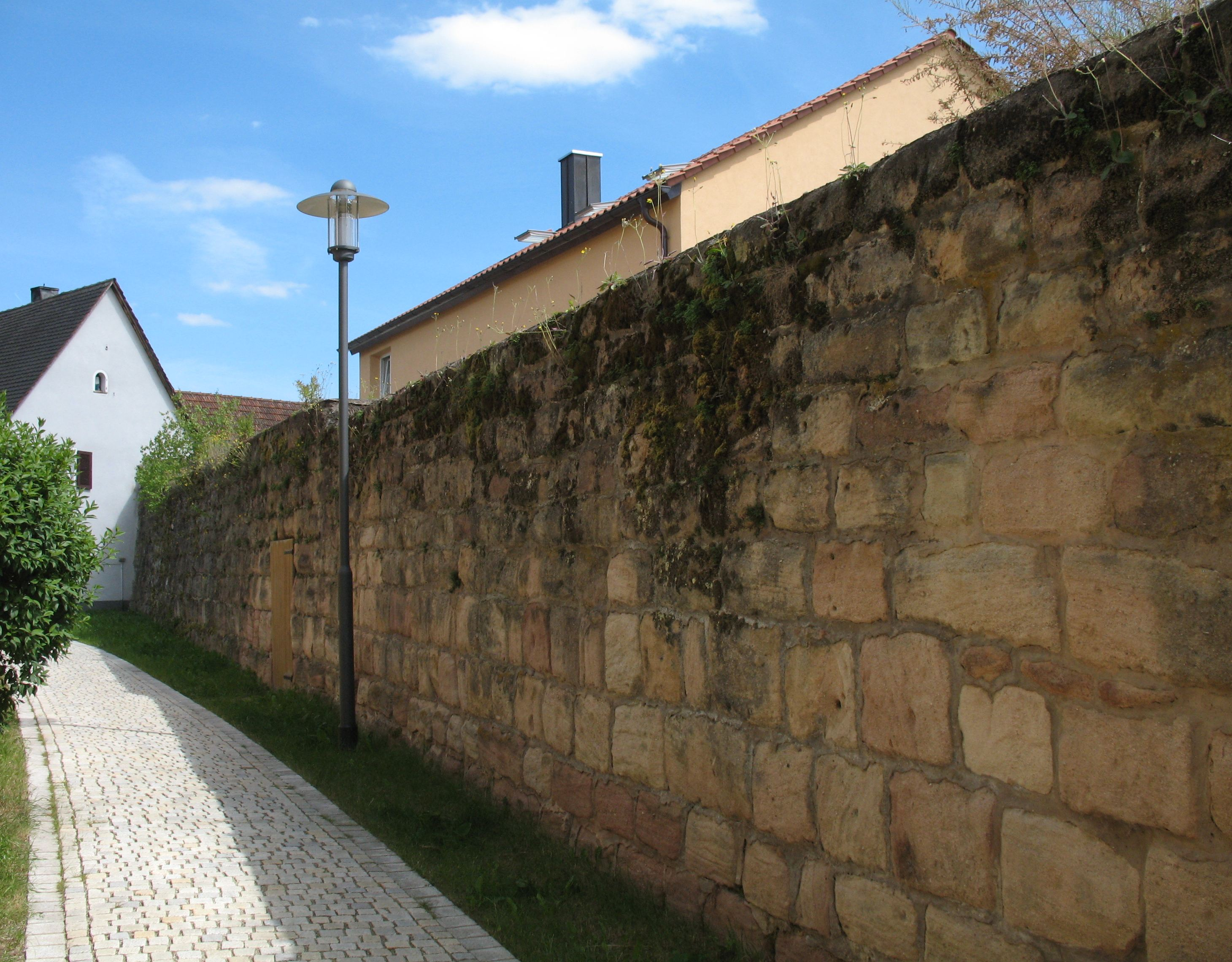
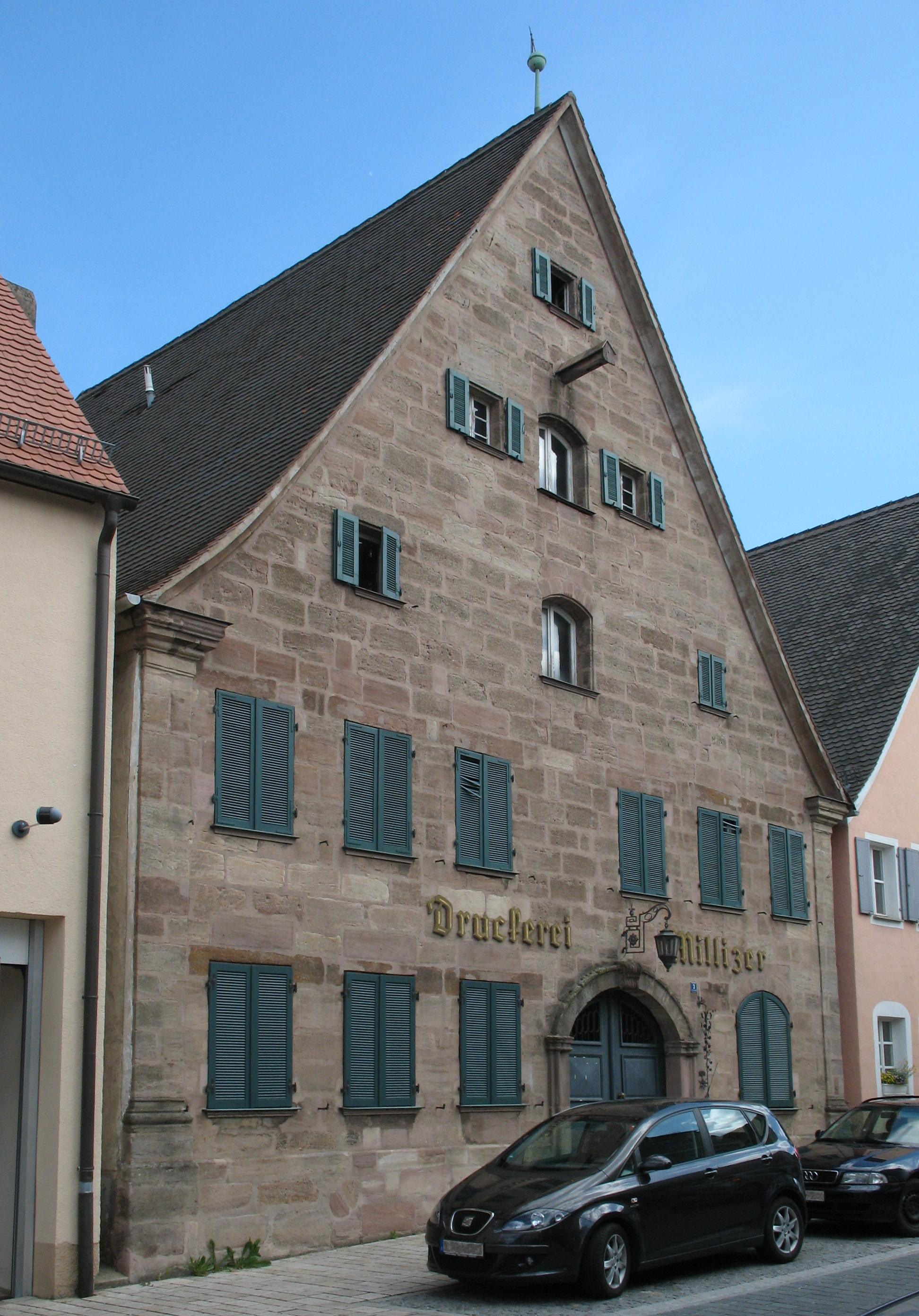
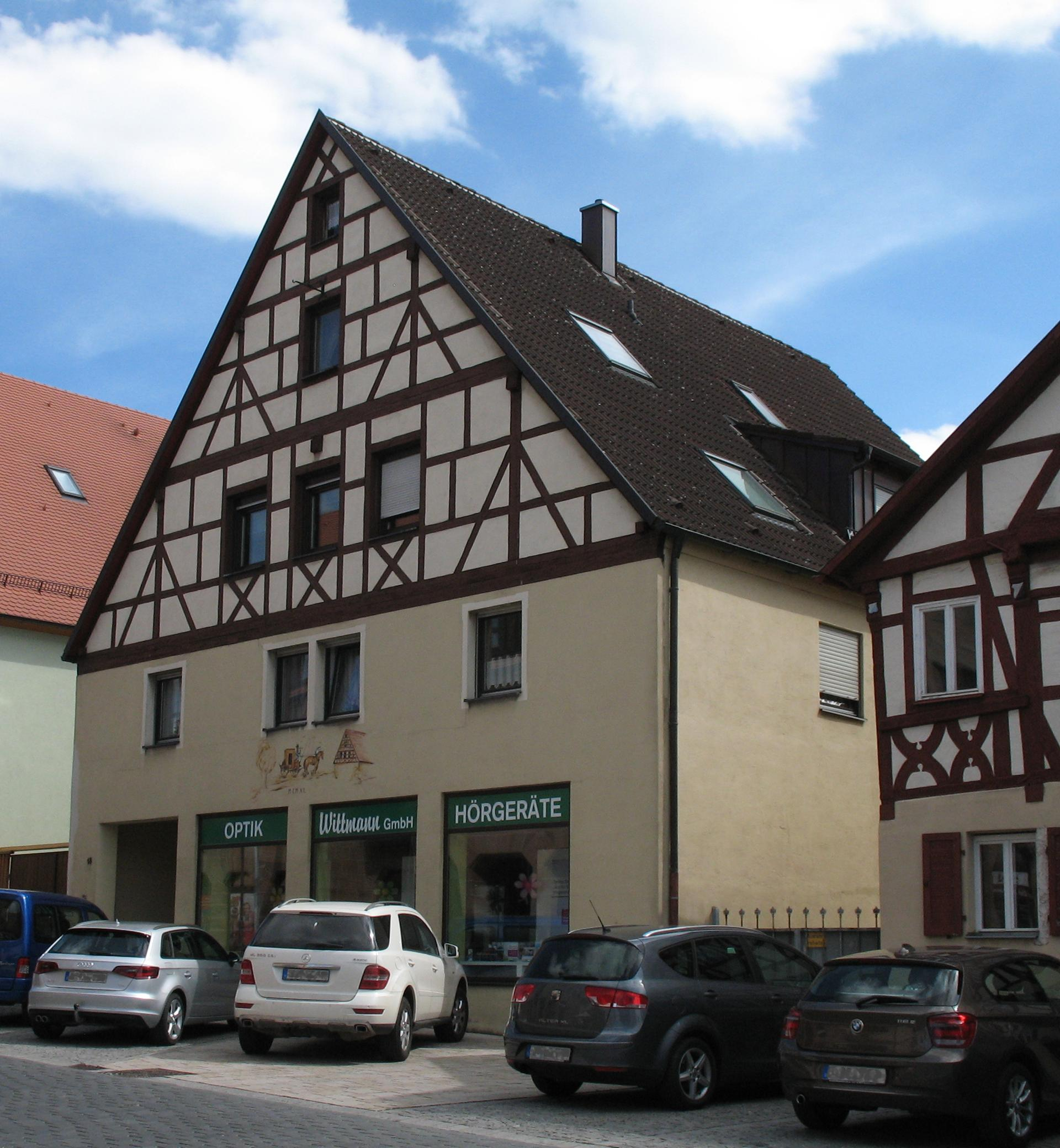
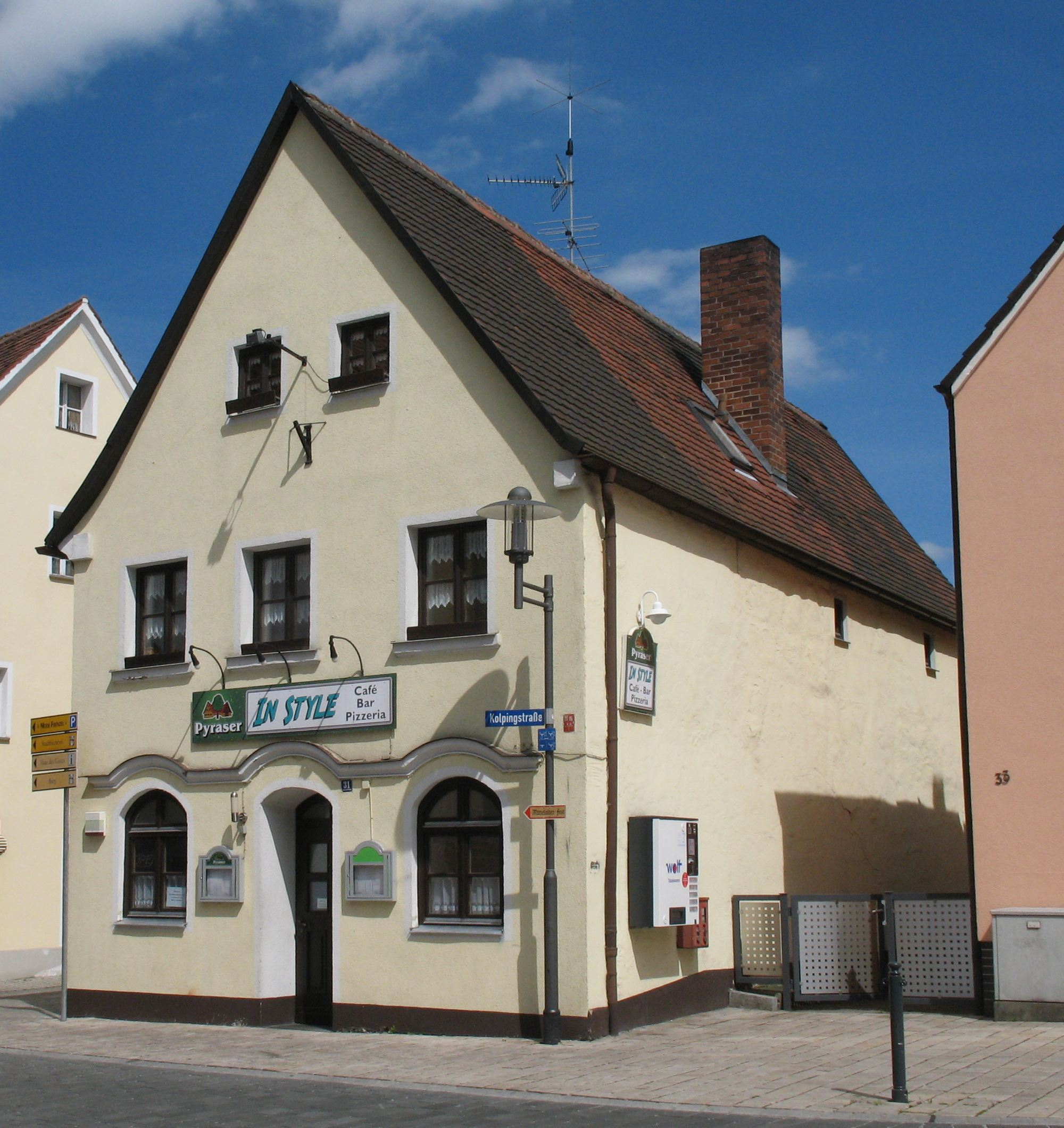
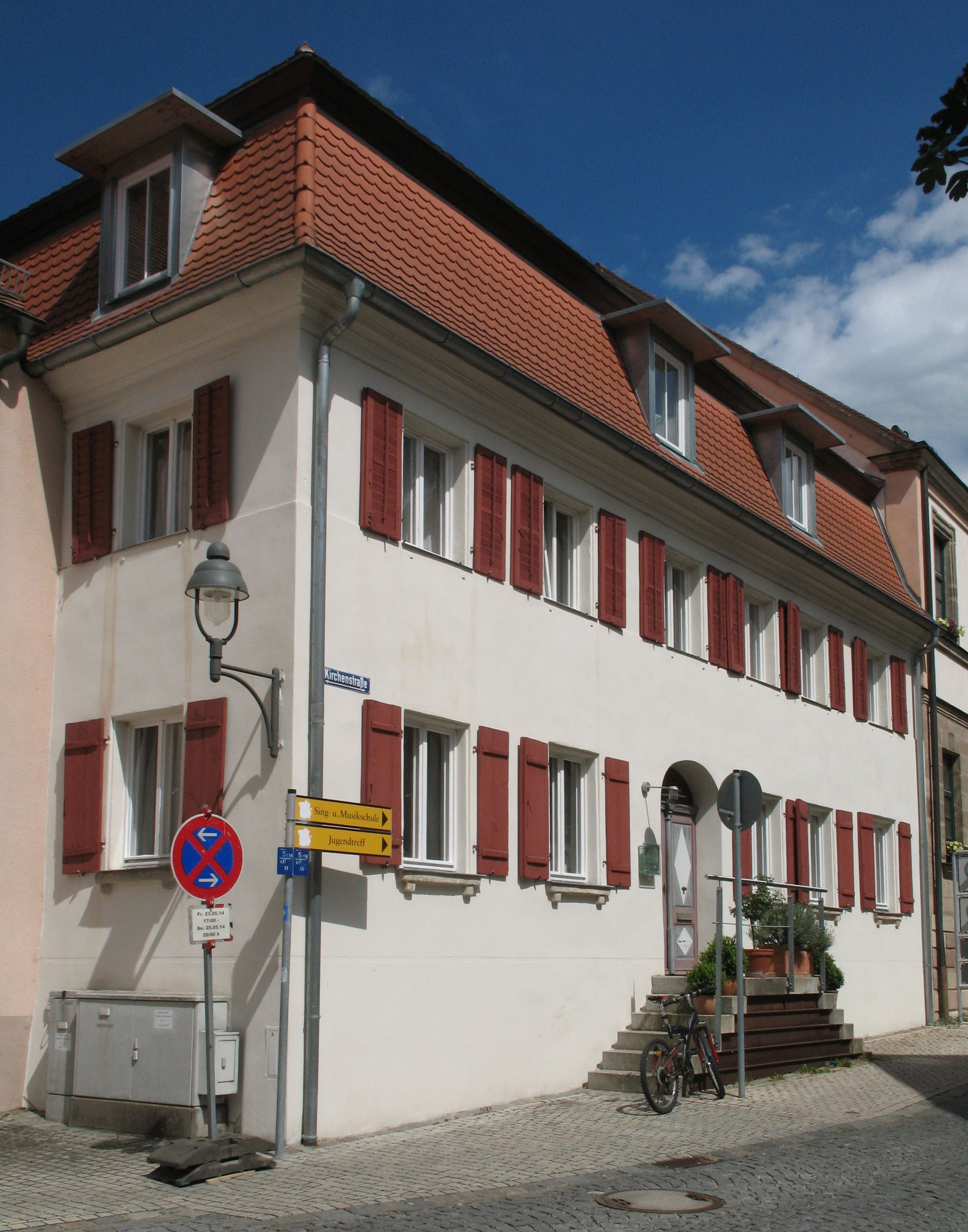